# ジャパンラグビートップリーグ個人賞獲得者一覧

## 個人表彰
- 記事の出典 - JRFUメンバーズ会員誌、71号（2018年2月）[1]
- 最多トライ,得点王,ベストキッカーのタイトルはリーグ戦での記録のみで決定される。（プレーオフ及び順位決定トーナメントでの記録は含まれない）

| シーズン  | トップリーグMVP                     | マイクロソフトカップMVP プレーオフトーナメントMVP | 新人賞                                                                                | 最多トライ                                                             | 最多トライ | 得点王                                | 得点王 | ベストキッカー                                  | ベストキッカー | ベストホイッスル賞 |
| --------- | ----------------------------------- | ------------------------------------------------- | ------------------------------------------------------------------------------------- | ---------------------------------------------------------------------- | ---------- | ------------------------------------- | ------ | ----------------------------------------------- | -------------- | ------------------ |
| 2003-2004 | 元木由記雄 （神戸製鋼）             | 立川剛士 （東芝府中）                             | 菅藤心 （サントリー）                                                                 | グレン・マーシュ （NEC）                                               | 11         | 日原大介 （東芝府中）                 | 147    | 福岡幸治 （ワールド）                           | 117            | ―                  |
| 2004-2005 | ルアタンギ・バツベイ （東芝府中）   | 箕内拓郎 （NEC）                                  | 水野弘貴 （トヨタ自動車）                                                             | ルアタンギ・バツベイ （東芝府中）                                      | 18         | 廣瀬佳司 （トヨタ自動車）             | 152    | 廣瀬佳司 （トヨタ自動車）                       | 137            | ―                  |
| 2005-2006 | 立川剛士 （東芝府中）               | スコット・マクラウド （東芝府中）                 | 後藤翔太 （神戸製鋼）                                                                 | ダミアン・マクイナリ （クボタ） セネ・タアラ （セコム）                | 10         | 廣瀬佳司 （トヨタ自動車）             | 181    | 廣瀬佳司 （トヨタ自動車）                       | 166            | 相田真治           |
| 2006-2007 | 冨岡鉄平 （東芝府中）               | ルアタンギ・侍バツベイ （東芝府中）               | 北川智規 （三洋電機）                                                                 | 北川智規 （三洋電機）                                                  | 19         | ライアン・ニコラス （サントリー）     | 159    | 廣瀬佳司 （トヨタ自動車）                       | 148            | 平林泰三           |
| 2007-2008 | 小野澤宏時 （サントリー）           | 小野澤宏時 （サントリー）                         | 田中史朗 （三洋電機）                                                                 | 北川智規 （三洋電機）                                                  | 14         | 大西将太郎 （ヤマハ発動機）           | 139    | 大西将太郎 （ヤマハ発動機）                     | 119            | ジョージ・エイユー |
| 2008-2009 | デイビッド・ヒル （東芝）           | 廣瀬俊朗 （東芝）                                 | 畠山健介 （サントリー）                                                               | 北川智規 （三洋電機） クリスチャン・ロアマヌ （東芝）                  | 12         | デイビッド・ヒル （東芝）             | 226    | デイビッド・ヒル （東芝）                       | 171            | 相田真治           |
| 2009-2010 | 大野均 （東芝）                     | 立川剛士 （東芝）                                 | 眞壁伸弥 （サントリー）                                                               | 小野澤宏時 （サントリー）                                              | 14         | 田邉淳 （三洋電機）                   | 191    | 田邉淳 （三洋電機）                             | 171            | 相田真治           |
| 2010-2011 | 堀江翔太 （三洋電機）               | 山田章仁 （三洋電機）                             | 日和佐篤 （サントリー）                                                               | 小野澤宏時 （サントリー）                                              | 15         | オレニ・アイイ （トヨタ自動車）       | 178    | 田邉淳 （三洋電機）                             | 152            | 平林泰三           |
| 2011-2012 | ジョージ・スミス （サントリー）     | ジョージ・スミス （サントリー）                   | マイケル・リーチ （東芝）                                                             | ネマニ・ナドロ （NEC）                                                 | 19         | 五郎丸歩 （ヤマハ発動機）             | 182    | 五郎丸歩 （ヤマハ発動機）                       | 172            | 平林泰三           |
| 2012-2013 | ジョージ・スミス （サントリー）     | トゥシ・ピシ （サントリー）                       | 吉田康平 （トヨタ自動車）                                                             | 山田章仁 （パナソニック）                                              | 20         | 五郎丸歩 （ヤマハ発動機）             | 160    | 五郎丸歩 （ヤマハ発動機）                       | 155            | 平林泰三           |
| 2013-2014 | ベリック・バーンズ （パナソニック） | 山田章仁 （パナソニック）                         | 稲垣啓太 （パナソニック） 堀江恭佑 （ヤマハ発動機）                                   | ジャック・フーリー （神戸製鋼）                                        | 17         | ニコラスライアン （サントリー）       | 188    | ニコラスライアン （サントリー）                 | 178            | 麻生彰久           |
| 2014-2015 | ベリック・バーンズ （パナソニック） | 山田章仁 （パナソニック）                         | 山下楽平 （神戸製鋼）                                                                 | ネマニ・ナドロ （NEC） 堀江恭佑 （ヤマハ発動機） 山下楽平 （神戸製鋼） | 11         | ベリック・バーンズ （パナソニック）   | 156    | ベリック・バーンズ （パナソニック）             | 82.61%         | 麻生彰久           |
| 2015-2016 | 堀江翔太 （パナソニック）           | ヘイデン・パーカー （パナソニック）               | 小瀧尚弘 （東芝）                                                                     | 安藤泰洋 （トヨタ自動車） 江見翔太 （サントリー）                      | 6          | 五郎丸歩 （ヤマハ発動機）             | 83     | ベリック・バーンズ （パナソニック）             | 90.91%         | 麻生彰久           |
| 2016-2017 | 中靏隆彰 （サントリー）             | ―                                                 | 松橋周平 （リコー）                                                                   | 中靏隆彰 （サントリー）                                                | 17         | 小野晃征 （サントリー）               | 187    | ゲラード・ファンデンヒーファー （ヤマハ発動機） | 82.35%         | 麻生彰久           |
| 2017-2018 | 松島幸太朗 （サントリー）           | ―                                                 | 姫野和樹 （トヨタ自動車）                                                             | 山田章仁 （パナソニック）                                              | 12         | ライオネル・クロニエ （トヨタ自動車） | 132    | 五郎丸歩 （ヤマハ発動機）                       | 83.02%         | 麻生彰久           |
| 2018-2019 | ダン・カーター （神戸製鋼）         | ―                                                 | 岡田優輝 （トヨタ自動車）                                                             | レメキロマノラヴァ （ホンダ）                                          | 8          | サム・グリーン （豊田自動織機）       | 68     | ダン・カーター （神戸製鋼）                     | 86.2%          | 麻生彰久           |
| 2021      | 福岡堅樹 （パナソニック）           | ー                                                | 竹山晃暉 （パナソニック、2019-2020シーズン分） 金秀隆 （クボタ、2020-2021シーズン分） | テビタ・リー （サントリー） マロ・ツイタマ （ヤマハ発動機）            | 10         | ボーデン・バレット （サントリー）     | 128    | 田村優 （キヤノン）                             | 87.0%          | 久保修平           |

## ベストフィフティーン
- 記事の出典 - JRFUメンバーズ会員誌、71号（2018年2月）[1]

### フォワード
| シーズン  | 1                          | 2                             | 3                                 | 4                                   | 5                                   | 6                                       | 7                                           | 8                                    |
| シーズン  | プロップ                   | フッカー                      | プロップ                          | ロック                              | ロック                              | フランカー                              | フランカー                                  | No.8                                 |
| --------- | -------------------------- | ----------------------------- | --------------------------------- | ----------------------------------- | ----------------------------------- | --------------------------------------- | ------------------------------------------- | ------------------------------------ |
| 2003-2004 | 高橋寛 （東芝府中）        | 松尾大樹 （東芝府中）         | 清水秀司 （神戸製鋼）             | ジェミー・ワシントン （サントリー） | ロイス・ウイリス （神戸製鋼）       | 大久保直弥 （サントリー）               | グレン・マーシュ （NEC）                    | 伊藤剛臣 （神戸製鋼）                |
| 2004-2005 | 高橋寛 （東芝府中）        | 塚越賢 （東芝府中）           | 山村亮 （ヤマハ発動機）           | 大野均 （東芝府中）                 | ルアタンギ・バツベイ （東芝府中）   | 渡邉泰憲 （東芝府中）                   | グレン・マーシュ （NEC）                    | 箕内拓郎 （NEC）                     |
| 2005-2006 | 高橋寛 （東芝府中）        | 山本貢 （三洋電機）           | 笠井建志 （東芝府中）             | 浅野良太 （NEC）                    | 熊谷皇紀 （NEC）                    | 渡邉泰憲 （東芝府中）                   | グレン・マーシュ （NEC）                    | 箕内拓郎 （NEC）                     |
| 2006-2007 | 西浦達吉 （コカ・コーラW） | 青木佑輔 （サントリー）       | 山村亮 （ヤマハ発動機）           | 大野均 （東芝）                     | ルアタンギ・侍バツベイ （東芝）     | 渡邉泰憲 （東芝）                       | フィリップ・オライリー （三洋電機）         | 箕内拓郎 （NEC）                     |
| 2007-2008 | 西浦達吉 （コカ・コーラW） | 山本貢 （三洋電機）           | 相馬朋和 （三洋電機）             | 大野均 （東芝）                     | 谷口智昭 （トヨタ）                 | セミシ・サウカワ （NEC）                | フィリップ・オライリー （三洋電機）         | ホラニ龍コリニアシ （三洋電機）      |
| 2008-2009 | 平島久照 （神戸製鋼）      | 青木佑輔 （サントリー）       | 畠山健介 （サントリー）           | 大野均 （東芝）                     | ダニエル・ヒーナン （三洋電機）     | スティーブン・ベイツ （東芝）           | ルーベン・ソーン （ヤマハ発動機）           | ホラニ龍コリニアシ （三洋電機）      |
| 2009-2010 | 川俣直樹 （三洋電機）      | 堀江翔太 （三洋電機）         | 畠山健介 （サントリー）           | 大野均 （東芝）                     | 眞壁伸弥 （サントリー）             | スティーブン・ベイツ （東芝）           | 劉永男 （三洋電機）                         | 菊谷崇 （トヨタ自動車）              |
| 2010-2011 | 久保知大 （東芝）          | 堀江翔太 （三洋電機）         | 畠山健介 （サントリー）           | 大野均 （東芝）                     | ダニエル・ヒーナン （三洋電機）     | スティーブン・ベイツ （東芝）           | 中山義孝 （トヨタ自動車）                   | ホラニ龍コリニアシ （三洋電機）      |
| 2011-2012 | 平島久照 （神戸製鋼）      | 堀江翔太 （パナソニック）     | 畠山健介 （サントリー）           | 大野均 （東芝）                     | ダニエル・ヒーナン （パナソニック） | ジョージ・スミス （サントリー）         | マイケル・リーチ （東芝）                   | 豊田真人 （東芝）                    |
| 2012-2013 | 安江祥光 （神戸製鋼）      | 青木佑輔 （サントリー）       | 畠山健介 （サントリー）           | 大野均 （東芝）                     | 真壁伸弥 （サントリー）             | ジョージ・スミス （サントリー）         | マイケル・リーチ （東芝）                   | 菊谷崇 （トヨタ自動車）              |
| 2013-2014 | 稲垣啓太 （パナソニック）  | 堀江翔太 （パナソニック）     | 畠山健介 （サントリー）           | 大野均 （東芝）                     | ダニエル・ヒーナン （パナソニック） | ジョージ・スミス （サントリー）         | 西原忠佑 （パナソニック）                   | 堀江恭佑 （ヤマハ発動機）            |
| 2014-2015 | 稲垣啓太 （パナソニック）  | 堀江翔太 （パナソニック）     | 山下裕史 （神戸製鋼）             | 伊藤鐘史 （神戸製鋼）               | アンドリース・ベッカー （神戸製鋼） | アダム・トムソン （キヤノン）           | リーチマイケル （東芝）                     | 堀江恭佑 （ヤマハ発動機）            |
| 2015-2016 | 稲垣啓太 （パナソニック）  | 堀江翔太 （パナソニック）     | 浅原拓真 （東芝）                 | アンドリース・ベッカー （神戸製鋼） | ヒーナンダニエル （パナソニック）   | リーチマイケル （東芝）                 | 金正奎 （NTTコム）                          | アマナキ・レレィ・マフィ （NTTコム） |
| 2016-2017 | 稲垣啓太 （パナソニック）  | 日野剛志 （ヤマハ発動機）     | 伊藤平一郎 （ヤマハ発動機）       | ジョー・ウィーラー （サントリー）   | ヒーナンダニエル （パナソニック）   | ジョージ・スミス （サントリー）         | 布巻峻介 （パナソニック）                   | 松橋周平 （リコー）                  |
| 2017-2018 | 稲垣啓太 （パナソニック）  | 堀江翔太 （パナソニック）     | ヴァルアサエリ愛 （パナソニック） | サム・ワイクス （パナソニック）     | ジョー・ウィーラー （サントリー）   | デービッド・ポーコック （パナソニック） | 姫野和樹 （トヨタ自動車）                   | リーチマイケル （東芝）              |
| 2018-2019 | 稲垣啓太 （パナソニック）  | 坂手淳史 （パナソニック）     | 山下裕史 （神戸製鋼）             | トム・フランクリン （神戸製鋼）     | ブロードハーストマイケル （リコー） | リーチマイケル （東芝）                 | クワッガ・スミス （ヤマハ発動機）           | 中島イシレリ （神戸製鋼）            |
| 2021      | 稲垣啓太 （パナソニック）  | マルコム・マークス （クボタ） | 垣永真之介 （サントリー）         | ブロディ・レタリック （神戸製鋼）   | ルアン・ボタ （クボタ）             | ベン・ガンター （パナソニック）         | ピーター・ラピース・ラブスカフニ （クボタ） | クワッガ・スミス （ヤマハ発動機）    |

### バックス
| シーズン  | 9                                   | 10                                           | 11                                  | 12                                  | 13                                      | 14                            | 15                                |
| シーズン  | スクラムハーフ                      | スタンドオフ                                 | ウィング                            | センター                            | センター                                | ウィング                      | フルバック                        |
| --------- | ----------------------------------- | -------------------------------------------- | ----------------------------------- | ----------------------------------- | --------------------------------------- | ----------------------------- | --------------------------------- |
| 2003-2004 | 池田渉 （三洋電機）                 | 今村友基 （神戸製鋼）                        | ビリモニ・デラサウ （ヤマハ発動機） | 元木由記雄 （神戸製鋼）             | アラマ・イエレミア （サントリー）       | 大畑大介 （神戸製鋼）         | 小野澤宏時 （サントリー）         |
| 2004-2005 | 伊藤護 （東芝府中）                 | ヤコ・ファン・デル・ヴェストハイゼン （NEC） | 水野弘貴 （トヨタ自動車）           | 元木由記雄 （神戸製鋼）             | スコット・マクラウド （東芝府中）       | 窪田幸一郎 （NEC）            | 立川剛士 （東芝府中）             |
| 2005-2006 | 後藤翔太 （神戸製鋼）               | トニー・ブラウン （三洋電機）                | 小野澤宏時 （サントリー）           | スコット・マクラウド （東芝府中）   | 山内智一 （三洋電機）                   | 大畑大介 （神戸製鋼）         | 立川剛士 （東芝府中）             |
| 2006-2007 | 後藤翔太 （神戸製鋼）               | トニー・ブラウン （三洋電機）                | 小野澤宏時 （サントリー）           | ライアン・ニコラス （サントリー）   | スコット・マクラウド （東芝）           | 北川智規 （三洋電機）         | ダミアン・マクイナリ （クボタ）   |
| 2007-2008 | 田中史朗 （三洋電機）               | トニー・ブラウン （三洋電機）                | 小野澤宏時 （サントリー）           | 大西将太郎 （ヤマハ発動機）         | 霜村誠一 （三洋電機）                   | 北川智規 （三洋電機）         | 田邉淳 （三洋電機）               |
| 2008-2009 | 田中史朗 （三洋電機）               | デイビッド・ヒル （東芝）                    | 小野澤宏時 （サントリー）           | ライアン・ニコラス （サントリー）   | 霜村誠一 （三洋電機）                   | 北川智規 （三洋電機）         | 吉田大樹 （東芝）                 |
| 2009-2010 | ジョージ・グレーガン （サントリー） | デイビッド・ヒル （東芝）                    | 小野澤宏時 （サントリー）           | ライアン・ニコラス （サントリー）   | 霜村誠一 （三洋電機）                   | 北川智規 （三洋電機）         | 田邉淳 （三洋電機）               |
| 2010-2011 | 田中史朗 （三洋電機）               | オレニ・アイイ （トヨタ自動車）              | 小野澤宏時 （サントリー）           | ライアン・ニコラス （サントリー）   | 霜村誠一 （三洋電機）                   | 山田章仁 （三洋電機）         | 田邉淳 （三洋電機）               |
| 2011-2012 | 日和佐篤 （サントリー）             | 重光泰昌 （近鉄）                            | ネマニ・ナドロ （NEC）              | 小野晃征 （福岡サニックス）         | ジャック・フーリー （パナソニック）     | 北川智規 （パナソニック）     | 五郎丸歩 （ヤマハ発動機）         |
| 2012-2013 | 日和佐篤 （サントリー）             | 小野晃征 （サントリー）                      | 小野澤宏時 （サントリー）           | マレ・サウ （ヤマハ発動機）         | ジャック・フーリー （神戸製鋼）         | 山田章仁 （パナソニック）     | 五郎丸歩 （ヤマハ発動機）         |
| 2013-2014 | 日和佐篤 （サントリー）             | ベリック・バーンズ （パナソニック）          | 山田章仁 （パナソニック）           | マレ・サウ （ヤマハ発動機）         | ジャック・フーリー （神戸製鋼）         | 北川智規 （パナソニック）     | 五郎丸歩 （ヤマハ発動機）         |
| 2014-2015 | 田中史朗 （パナソニック）           | ベリック・バーンズ （パナソニック）          | 山田章仁 （パナソニック）           | 松島幸太朗 （サントリー）           | ジャック・フーリー （神戸製鋼）         | 山下楽平 （神戸製鋼）         | 五郎丸歩 （ヤマハ発動機）         |
| 2015-2016 | 田中史朗 （パナソニック）           | ベリック・バーンズ （パナソニック）          | 江見翔太 （サントリー）             | リチャード・カフイ （東芝）         | JP・ピーターセン （パナソニック）       | 北川智規 （パナソニック）     | 五郎丸歩 （ヤマハ発動機）         |
| 2016-2017 | 流大 （サントリー）                 | 小野晃征 （サントリー）                      | 中靏隆彰 （サントリー）             | 立川理道 （クボタ）                 | ヴィリアミ・タヒトゥア （ヤマハ発動機） | 山下楽平 （神戸製鋼）         | 松島幸太朗 （サントリー）         |
| 2017-2018 | 流大 （サントリー）                 | ベリック・バーンズ （パナソニック）          | 福岡堅樹 （パナソニック）           | マット・ギタウ （サントリー）       | 松田力也 （パナソニック）               | 山田章仁 （パナソニック）     | 松島幸太朗 （サントリー）         |
| 2018-2019 | アンドリュー・エリス （神戸製鋼）   | 山沢拓也 （パナソニック）                    | 福岡堅樹 （パナソニック）           | リチャード・バックマン （神戸製鋼） | アダム・アシュリークーパー （神戸製鋼） | レメキロマノラヴァ （ホンダ） | ジオ・アプロン （トヨタ自動車）   |
| 2021      | TJ・ペレナラ （NTTドコモ）          | ボーデン・バレット （サントリー）            | 福岡堅樹 （パナソニック）           | ディラン・ライリー （パナソニック） | マイケル・リトル （三菱重工相模原）     | テビタ・リー （サントリー）   | ウィリー・ルルー （トヨタ自動車） |